# 1904-es magyar teniszbajnokság
Az 1904-es magyar teniszbajnokság a tizenegyedik magyar bajnokság volt. A bajnokságot május 28. és 29. között rendezték meg Budapesten, a BLTC margitszigeti pályáján.

## Eredmények
| Versenyszám  | Arany         | Arany | Ezüst           | Ezüst | Bronz                              | Bronz |
| ------------ | ------------- | ----- | --------------- | ----- | ---------------------------------- | ----- |
| Férfi egyéni | Tóth Ede BLTC |       | Segner Pál BLTC |       | Yolland Arthur MACSchmid Ödön BLTC |       |